# Međe
Međe su naselje u općini Srebrenica, Republika Srpska, BiH.

## Stanovništvo
Nacionalni sastav stanovništva 1991. godine, bio je sljedeći:
ukupno: 217
- Srbi - 130
- Bošnjaci - 87